# 新潟県道181号多田皆川金井線
新潟県道181号多田皆川金井線（にいがたけんどう181ごう おおだみながわかないせん）は、新潟県佐渡市内を通る一般県道である。

## 概要

### 路線データ
- 起点：新潟県佐渡市多田字下町（新潟県道45号佐渡一周線交点）
- 終点：新潟県佐渡市中興乙（国道350号・新潟県道237号金井新穂線交点）

## 地理

### 通過する自治体
- 新潟県佐渡市

### 接続する道路
- 新潟県道45号佐渡一周線（起点：佐渡市多田字下町）
- 新潟県道65号両津真野赤泊線・新潟県道81号佐渡縦貫線（畑野駅前交差点）（県道65号・県道81号重複区間）
- 新潟県道237号金井新穂線（佐渡市新穂皆川 - 佐渡市中興乙（終点）で重複）
- 新潟県道381号金井畑野線（佐渡市千種、統計情報センター前交差点）
- 国道350号（終点：佐渡市中興乙）

### 周辺
- 新潟県厚生農業協同組合連合会 佐渡総合病院
- 佐渡市役所
  - 本庁舎
  - 畑野行政サービスセンター
  - 松ヶ崎連絡所
- 佐渡市立松ヶ崎中学校
- 佐渡市立畑野中学校
- 佐渡市立金井中学校
- 佐渡市立松ヶ崎小学校
- 佐渡市立小倉小学校
- 佐渡市立畑野小学校
- 佐渡市立金井小学校
- 新潟縣信用組合 畑野支店
- JA佐渡
  - 畑野支店
  - 金井支店
- 多田郵便局
- 畑野郵便局
- 金井郵便局
- 小倉簡易郵便局
- Aコープ佐渡
  - 畑野店
  - 金井店
- 紅葉山公園
- 女神山（標高：593.3m）
- 多田漁港
- 多田海水浴場

## その他
- 路線名の「皆川」・「金井」は、旧自治体名および集落名（新潟県佐渡郡新穂村大字皆川、同郡金井町）に由来する。